# إليزيه ريكلو
كان جاك إليزيه ريكلو (15 مارس 1830 – 4 يوليو 1905) جغرافيًا وكاتبًا ولاسلطويًا فرنسيًا مشهورًا. أصدر تحفته المؤلفة من 19 مجلدًا، الجغرافيا العالمية الجديدة والأرض والناس («الجغرافيا العالمية»)، على مدى ما يقارب 20 عامًا (1875-1894). مُنح في 1892 الميدالية الذهبية لجمعية باريس الجغرافية على هذا العمل، على الرغم من نفيه من فرنسا بسبب نشاطه السياسي.

## حياته
ولد ريكلو في سانت فوي لا غراند (جرندة). كان الابن الثاني لقس بروتستانتي وزوجته. عاش ضمن عائلة من أربعة عشر طفلًا، وحقق عدد من إخوته، منهم زميلاه الجغرافيَان أونيسيم وإيلي ريكلو، الشهرة بصفتهم مثقفين أو سياسيين أو عاملين في المهن المُتعلَمة.
بدأ ريكلو تعليمه في مقاطعة الراين في بروسيا، وواصل دراسته العليا في الكلية البروتستانتية في مونتوبان. أكمل دراسته في جامعة برلين، حيث تابع دورة طويلة في الجغرافيا تحت إشراف كارل ريتر.
بعد انسحابه من فرنسا بسبب الأحداث السياسية في ديسمبر 1851، أمضى السنوات الست التالية من شبابه (1852-1857) في السفر والعمل في بريطانيا العظمى والولايات المتحدة وأمريكا الوسطى وكولومبيا. بعد وصوله إلى لويزيانا في 1853، عمل ريكلو لمدة عامين ونصف تقريبًا بصفة معلمٍ خاص لأطفال ابن عمه سيبتيم وفيليسيتيه فورتييه في مزرعتهما فيليسيتيه التي تقع على بعد نحو 80 كيلومترًا (50 ميل) أعلى مجرى النهر في نيو أورلينز. روى مروره عبر دلتا نهر المسيسيبي وانطباعاته عن نيو أورلينز في الفترة قبل الحرب والولاية في جزء من رحلة إلى لويزيانا، المنشور في 1855.
عندما عاد إلى باريس، ساهم ريكلو في عدد كبير من المقالات التي جسدت نتاج عمله الجغرافي في مجلتي مراجعة العالمين وجولة حول العالم ومجلات دورية أخرى. من أعماله الأخرى في هذه الفترة الكتاب القصير تاريخ نُهير، الذي تتبع فيه تطور نهر كبير من المنبع إلى المصب. خلال 1867 و1868، نشر الأرض: وصف ظواهر الحياة في العالم في مجلدين.
خلال حصار باريس (1870-1871)، شارك ريكلو في العمليات الجوية الهوائية التي أجراها فلكس نادر، وخدم أيضًا في الحرس الوطني. بصفته عضوًا في الرابطة الوطنية للعمال، نشر بيانًا معاديًا لحكومة فرساي دعمًا لكومونة باريس في 1871 في جريدة صرخة الشعب.
واصل ريكلو الخدمة في الحرس الوطني، والذي كان آنذاك يخوض ثورة مفتوحة، وأُسر في 5 أبريل وسُجن في قلعة كيليرن. حُكم عليه بالإبعاد والحبس المؤبد في 16 نوفمبر. بسبب تدخل مؤيدين من إنجلترا، خُفف الحكم في يناير 1872 إلى النفي الدائم من فرنسا.
بعد زيارة قصيرة إلى إيطاليا، استقر ريكلو في كلارينس في سويسرا، حيث استأنف أعماله الأدبية وأصدر تاريخ جبل، كتاب مرافق لتاريخ نهير. كتب هناك تقريبًا معظم عمله، الجغرافيا العالمية الجديدة والأرض والناس، «دراسة لكل قارة وبلد فيما يخص آثار المعالم الجغرافية مثل الأنهار والجبال على السكان البشر والعكس بالعكس». أُرفقت هذه التجميعة بالخرائط والخطط والنقوش التوضيحية الكثيرة. مُنح هذا العمل الميدالية الذهبية لجمعية باريس الجغرافية في 1892. ونُشرت نسخة إنجليزية في الوقت نفسه، في 19 مجلد أيضًا، إذ ترجم إيرنيست جورج رافينستاين أول أربع مجلدات منها وترجم أغسطس هنري كين الباقي. تميزت كتابات ريكلو بالدقة الفائقة والعرض الرائع، ما أعطاها قيمة أدبية وعلمية دائمة.